# Lewinsky-Affäre

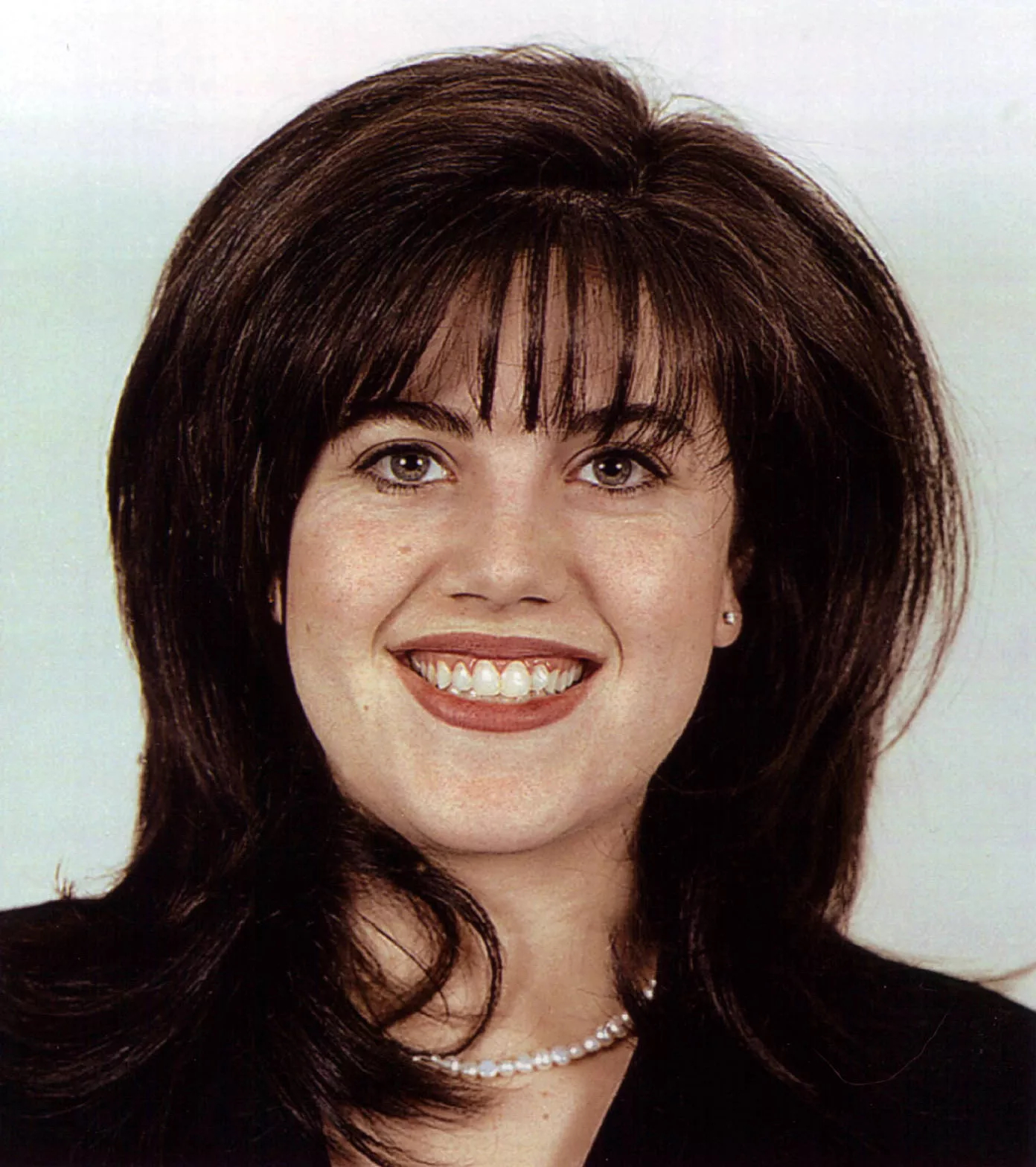
Monica Lewinsky

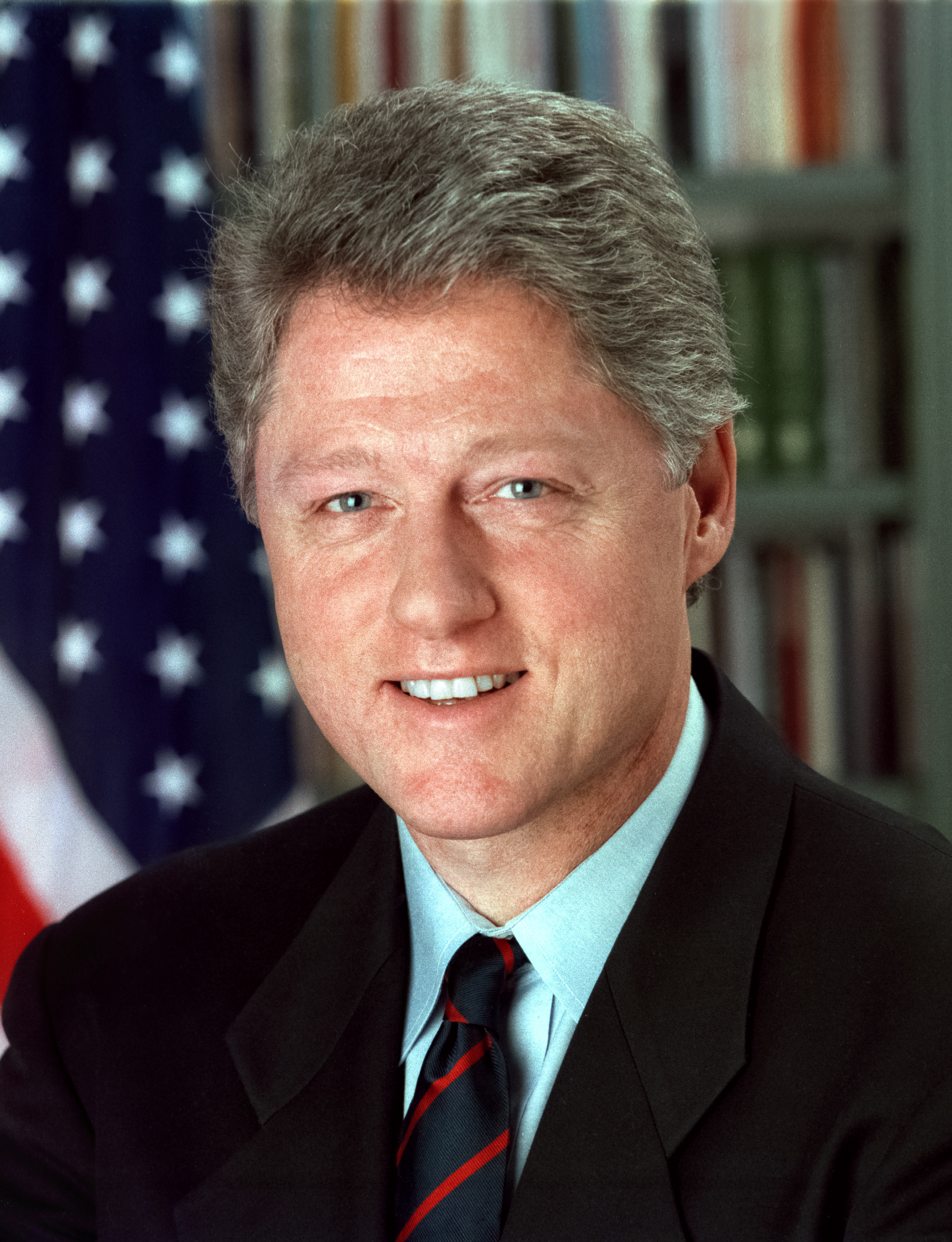
Präsident Bill Clinton

Die Lewinsky-Affäre, auch als Monicagate in Anlehnung an die Watergate-Affäre bezeichnet, war eine politische Affäre in den Vereinigten Staaten über Anschuldigungen, dass Präsident Bill Clinton eine sexuelle Beziehung zu der Praktikantin Monica Lewinsky unterhalten und darüber gelogen habe. Berichterstattungen über die außereheliche Affäre führten 1998 zur Einleitung eines Amtsenthebungsverfahrens durch das amerikanische Repräsentantenhaus, das im Senat nach 21 Verhandlungstagen scheiterte. Die Anklagepunkte waren Meineid und Strafvereitelung, weil Clinton unter Eid ausgesagt hatte, er habe keinerlei sexuelle Beziehungen zu Lewinsky gehabt.

## Verlauf
Monica Lewinsky wurde 1995 während Clintons erster Amtszeit als Praktikantin im Weißen Haus eingestellt. Während ihrer Anstellung unterhielt sie, wie sich in späteren Untersuchungen herausstellte, eine außereheliche Beziehung zu Clinton. Nach Ablauf ihres Praktikums arbeitete Lewinsky im Verteidigungsministerium der Vereinigten Staaten und schilderte dort ihrer Kollegin Linda Tripp (1949–2020) ihre Erlebnisse im Weißen Haus. Tripp zeichnete diese Gespräche heimlich und illegalerweise auf und leitete sie an Kenneth Starr weiter, der im Auftrag des Kongresses als Independent Counsel in der Whitewater- und anderen politischen Affären bereits gegen Clinton ermittelte.
Die Affäre erreichte am 17. Januar 1998 über die Website Drudge Report die Medien und wurde zuerst von der Washington Post aufgegriffen. Nach ersten Dementis von Seiten des Präsidenten erschien Clinton am 26. Januar in einer Pressekonferenz, in der er folgende vielzitierte Erklärung abgab:

“Now, I have to go back to work on my State of the Union speech. And I worked on it until pretty late last night. But I want to say one thing to the American people. I want you to listen to me. I’m going to say this again. I did not have sexual relations with that woman, Miss Lewinsky. I never told anybody to lie, not a single time; never. These allegations are false. And I need to go back to work for the American people. Thank you.”

„Jetzt muss ich zu meiner Arbeit an der Regierungserklärung zurückkehren. Ich habe gestern bis spät in die Nacht daran gearbeitet. Aber ich möchte dem amerikanischen Volk eines sagen. Ich möchte, dass Sie mir zuhören. Ich werde es erneut sagen. Ich hatte kein sexuelles Verhältnis mit dieser Frau, Miss Lewinsky. Ich habe nie jemandem aufgetragen, für mich zu lügen, nicht ein einziges Mal; niemals. Diese Vorwürfe sind unwahr. Und ich muss nun zurück, für das amerikanische Volk arbeiten. Vielen Dank.“

Trotz dieser Erklärung blieb die Affäre monatelang ständiges Thema in den amerikanischen Medien. Die öffentliche Diskussion beschäftigte sich hauptsächlich damit, ob Clinton gelogen hatte oder nicht. Lewinsky hatte sich nach dem Bekanntwerden der Affäre geweigert, weitere Details preiszugeben, sodass sich die Presse auf die Inhalte der Tonbänder als Quellen beschränken musste.
Die Affäre entwickelte sich weiter, als Lewinsky Ende Juli 1998 Immunität versprochen wurde, wenn sie vor einer Grand Jury über ihre Beziehung mit Clinton aussagen würde. Als Teil ihrer Aussage – der zufolge sie mit Clinton Oralsex praktiziert hatte – übergab sie den Ermittlern ein mit dem Ejakulat des Präsidenten beflecktes Kleid, das sie auf Rat Linda Tripps ungewaschen behalten hatte. Über das im Fleck auf dem Kleid enthaltene genetische Material hätte Präsident Clintons DNA identifiziert und damit der Wahrheitsgehalt der Anschuldigungen bewiesen werden können.
Clinton gab am 17. August vor der Grand Jury zu, dass er eine „unangemessene Beziehung“ zu Lewinsky gehabt hatte. Am selben Abend erklärte er die Umstände in einer Fernsehübertragung.

## Meineidanschuldigungen
In seiner eidesstattlichen Aussage im Fall Paula Jones gab Clinton außerehelichen Sex mit Gennifer Flowers zu, bestritt jedoch seine Beziehung zu Lewinsky. Aufgrund des Kleids als Beweismittel schlossen die Ermittler um Kenneth Starr, dass diese Aussage nicht wahrheitsgemäß sein konnte und damit der Straftatbestand des Meineids erfüllt sei. Andererseits erhoben detaillierte Medienberichte schwerwiegende Beschuldigungen gegen den Sonderermittler Kenneth Starr und seine Untersuchungen. Er habe parteiisch ermittelt, Zeugen mit Strafermittlungen gegen sie erpresst, habe richterliche Anordnungen durch falsche Angaben erschlichen, die Rolle von Verfahrensbeteiligten und die Umstände seiner Ermittlungen verschleiert. Der Abschlussbericht sei vorsätzlich einseitig ausgestaltet, entlastende Informationen darin systematisch verdeckt worden.
Nach dem Ende seiner Amtszeit wurde Clinton von einem Richter wegen Missachtung des Gerichts, nicht jedoch wegen Meineids bestraft. Seine Anwaltszulassung wurde ihm in seinem Heimatstaat Arkansas für fünf Jahre, für Prozesse vor dem Obersten Gerichtshof des Bundes dauerhaft entzogen. Es wurde ihm auch ein Bußgeld von über 90.000 US-Dollar auferlegt. Clinton entschied sich, keine Rechtsmittel gegen diese Maßnahmen einzulegen.

## Amtsenthebungsverfahren
Die Falschaussage Clintons und seine vermutete Beeinflussung Lewinskys wurde von der republikanischen Mehrheit im Kongress und einigen Abgeordneten der Demokratischen Partei als ausreichend angesehen, eine Amtsenthebung anzustreben. Das Repräsentantenhaus stimmte mehrheitlich dafür, das Verfahren mit einer Anklage wegen dieser beiden Straftatbestände einzuleiten. Das Verfahren fand im Senat statt, dessen Mitglieder entsprechend der Verfassung als Geschworene fungierten. Es wurde vom Obersten Richter William H. Rehnquist geleitet und begann am 7. Januar 1999. Der Senat erklärte am Schluss des Amtsenthebungsverfahrens Clinton mit 55 zu 45 Stimmen für nicht des Meineids schuldig und mit 50 zu 50 Stimmen für nicht der Strafvereitelung schuldig. Das Verfahren ging mit diesem Ergebnis mangels einer erforderlichen Zweidrittelmehrheit der Senatoren am 12. Februar 1999 zu Ende, Clinton blieb im Amt.

## Linguistische Sexualwissenschaft
Kurz nach der Aussage Clintons veröffentlichte das Kinsey-Institut eine schon 1991 durchgeführte Studie mit 599 Studenten aus 29 Bundesstaaten. Für 59 % der Teilnehmer fiel oral-genitaler Kontakt nicht unter die Bezeichnung „Sex haben“. Ebenso sahen es 19 % bei penil-analem Verkehr. Der daraus gezogene Schluss war, dass die Amerikaner verschiedene Ansichten über das Thema haben. Die Entscheidung, diese Studie zu diesem Zeitpunkt zu veröffentlichen, kostete George D. Lundberg – Chefredakteur des Journal of the American Medical Association – den Job.